# Xian de Hong'an
Le xian de Hong'an (红安县 ; pinyin : Hóng'ān Xiàn) est un district administratif de la province du Hubei en Chine. Il est placé sous la juridiction de la ville-préfecture de Huanggang.

## Démographie
La population du district était de 668 304 habitants en 1999.